# Botamochi
Le botamochi (ぼたもち ou 牡丹餅), littéralement, « mochi pivoine », est un wagashi, une pâtisserie traditionnelle japonaise printanière, faite de riz et de pâte de haricots rouges. Les botamochi sont élaborés en faisant tremper le riz pendant environ six heures. Le riz est alors cuit, et une épaisse couche de pâte de haricots rouges est utilisée pour envelopper manuellement les boulettes de riz formées. Certaines variantes ajoutent une couverture de farine de soja.
La recette est très proche de l'ohagi mais néanmoins différente dans la texture de la pâte de haricots utilisée.
Le nom botamochi provient de la pivoine (botan), qui fleurit au printemps. C'est le nom moderne du kaimochi (かいもち) mentionné dans le texte Ujishui Monogatari (宇治拾遺物語) de l'ère Heian.  